# Grünburg
Grünburg è un comune austriaco di 3 786 abitanti nel distretto di Kirchdorf an der Krems, in Alta Austria.